# 1909 في رومانيا

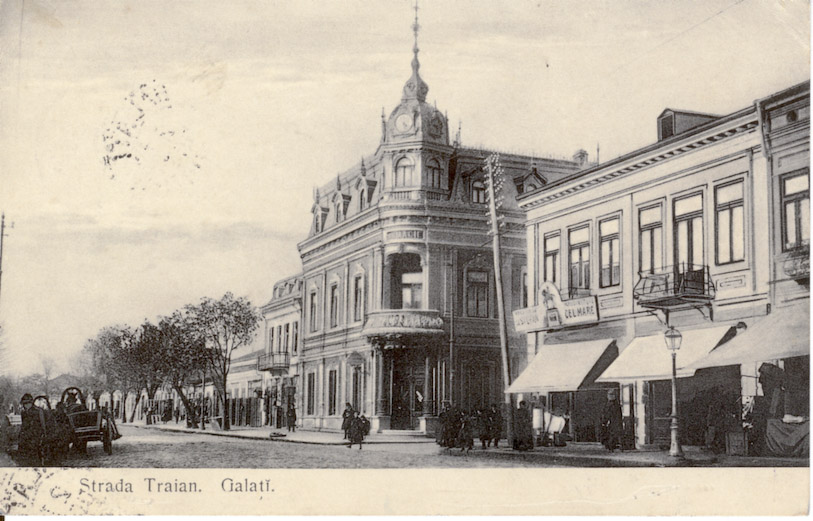
محطة Strada Traian din Galati

فيما يلي قوائم الأحداث التي وقعت خلال عام 1909 في رومانيا.

## سياسة

### انتهاء فترة المنصب
- 3 مارس – أليكسندرو أفيريسكو Minister of National Defence ‏.

## رياضة
- 15 ديسمبر – دوري الدرجة الأولى الروماني 1909–10 الفائز أوليمبيا بوخارست.

## مواليد

### يناير
- 18 يناير – ساندور تشوارتز لاعب كرة قدم روماني.
- 22 يناير – استفان ناغي ممثل مجري.

### مارس
- 24 مارس – أدالبيرت ديشو لاعب كرة قدم روماني.
- 24 مارس – ريتشارد ورمبراند[1]

### مايو
- 13 مايو – جاني هولت ممثلة فرنسية.

### يوليو
- 12 يوليو – كونستانتين نويكا

### سبتمبر
- 9 سبتمبر – جوليو غاري مغني مجري.[2]
- 12 سبتمبر – جورجي ألبو لاعب كرة قدم روماني.
- 26 سبتمبر – شتيفان دوباي لاعب كرة قدم روماني.[3]

### أكتوبر
- 16 أكتوبر – أندريه باربوليسكو لاعب كرة قدم روماني.
- 18 أكتوبر – أوتو أكرمان[4]

### نوفمبر
- 26 نوفمبر – أوجين يونسكو كاتب مسرحي روماني.[5]